# كسور (رواية)
كسور (بالإنجليزية: Shreds)‏ هي قصيرة رواية كتبها الفنان الوطني الفلبيني  والحاصل على عدة جوائز  فرانسيسكو سيونيل خوسيه. وفقًا للمراسل جيمس فالوز، فإن الرواية مخصصة لزوجة المؤلف تيريسيتا خوسيه. تتناول الرواية موضوعات «الضمير الشخصي والجشع ومكانة الفن» في الصراع الطبقي الاجتماعي، وبالتالي فهي بمثابة تفكير في «ما هو الخطأ» في الفلبين كأمة.  كتب خوسيه الرواية أثناء وجوده في اليابان. 